# Sorry Seems to Be the Hardest Word
"Sorry Seems to Be the Hardest Word" là ca khúc được viết bởi Elton John và Bernie Taupin. Ca khúc được phát hành dưới dạng đĩa đơn vào năm 1976 rồi được thu âm cho album Blue Moves bởi Elton John. Đây là đĩa đơn thứ hai của anh được thu dưới nhãn đĩa The Rocket Record Company. Ca khúc là một bản ballad buồn nói về một cuộc tình tan vỡ, được viết với hợp âm Sol trưởng (G).
Ca khúc này sau đó được nằm trong tuyển tập Greatest Hits Volume II song vì những lý do bản quyền mà ấn bản này không giống với ấn bản đĩa đơn. Sau đó, nó được nằm trong các album Greatest Hits 1976–1986, The Very Best of Elton John và Greatest Hits 1970–2002 cùng nhiều ấn phẩm tuyển tập khác.
Ca khúc này cũng là giai điệu cho bộ phim hài Slap Shot (1977). Năm 2012, nhóm nhạc 2 người của Úc, Pnau, được quản lý bởi Elton John và hãng Rocket Music đã hát lại 8 ca khúc của Elton. Trong số đó, ca khúc "Sad" là bản hát lại của "Sorry Seems to Be the Hardest Word".

## Xếp hạng và chứng chỉ
| Bảng xếp hạng (2002)            | Vị trí cao nhất |
| ------------------------------- | --------------- |
| Ireland (IRMA)                  | 3               |
| Anh Quốc (OCC)                  | 1               |
| Bảng xếp hạng (2003)            | Vị trí cao nhất |
| Úc (ARIA)                       | 43              |
| Áo (Ö3 Austria Top 40)          | 4               |
| Bỉ (Ultratop 50 Flanders)       | 3               |
| Bỉ (Ultratop 50 Wallonia)       | 4               |
| Canada (Nielsen SoundScan)      | 7               |
| Đan Mạch (Tracklisten)          | 5               |
| Europe (Eurochart Hot 100)      | 2               |
| Pháp (SNEP)                     | 6               |
| Germany Singles Chart           | 3               |
| Hungary (Rádiós Top 40)         | 1               |
| Ý (FIMI)                        | 4               |
| Hà Lan (Dutch Top 40)           | 1               |
| New Zealand (Recorded Music NZ) | 5               |
| Na Uy (VG-lista)                | 2               |
| Romania (Romanian Top 100)      | 5               |
| Tây Ban Nha (PROMUSICAE)        | 7               |
| Thụy Điển (Sverigetopplistan)   | 2               |
| Thụy Sĩ (Schweizer Hitparade)   | 3               |

| Quốc gia                                                                           | Chứng nhận | Số đơn vị/doanh số chứng nhận |
| ---------------------------------------------------------------------------------- | ---------- | ----------------------------- |
| Bỉ (BEA)                                                                           | Vàng       | 25.000*                       |
| Thụy Sĩ (IFPI)                                                                     | Vàng       | 20.000^                       |
| Anh Quốc (BPI)                                                                     | Bạc        | 200.000^                      |
| * Chứng nhận dựa theo doanh số tiêu thụ. ^ Chứng nhận dựa theo doanh số nhập hàng. |            |                               |